# Pedro Cabrita Reis

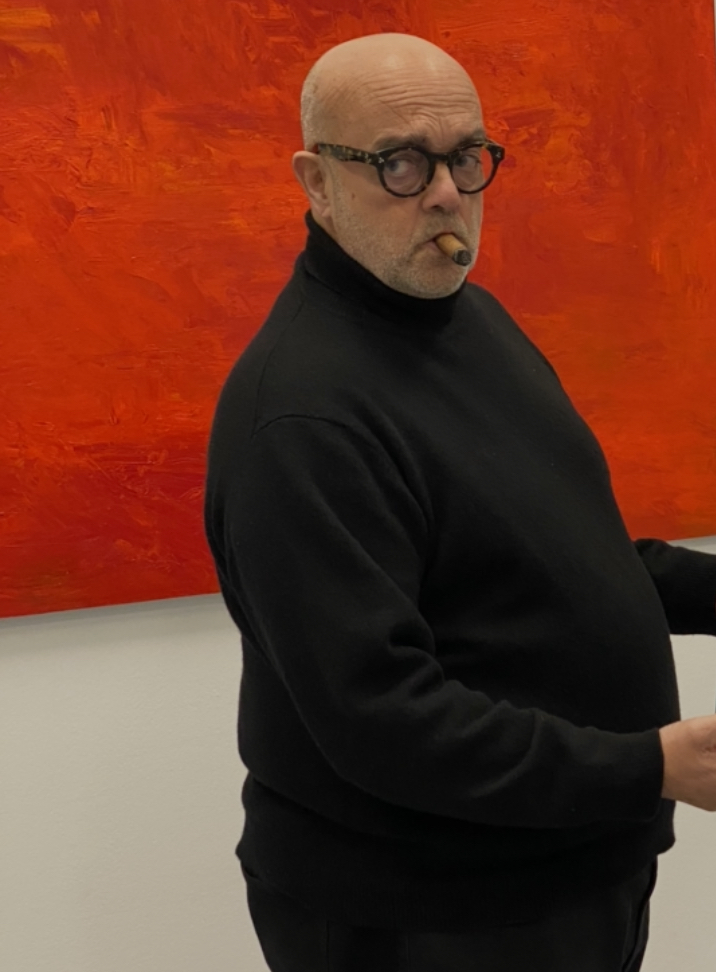
Pedro Cabrita Reis (2021)

Pedro Cabrita Reis (* 5. September 1956 in Lissabon) ist einer der wichtigsten bildenden Künstler seiner Generation und einer der international anerkanntesten Künstler Portugals. Sein Werk umfasst verschiedene künstlerische Formen - Malerei, Skulptur, Fotografie, Zeichnung. Seine Arbeiten finden sich in zahlreichen Sammlungen nationaler und internationaler Museen. Er lebt und arbeitet in Lissabon.

## Werdegang
Cabrita Reis besuchte die Hochschule für Bildende Künste der Universität Lissabon. Seine erste Einzelausstellung, 25 Desenhos [25 Zeichnungen] fand 1981 in der Sociedade Nacional de Belas Artes statt. Noch während seiner Zeit an der Universität war er Gründer und Leiter der Zeitschrift Arte Opinião (1978–1982).
1987 hat er seine erste internationale Einzelausstellung, Anima et Macula, in der Cintrik Gallery in Antwerpen, Belgien. Seitdem war er bei wichtigen internationalen Ausstellungen wie der documenta IX und der documenta XIV in Kassel (1992 und 2017) und bei der 21. und 24. Biennale von São Paulo (1994 und 1998) vertreten.
Pedro Cabrita Reis nahm auch an mehreren Ausstellungen bei der Biennale von Venedig teil: mit Rui Chafes und José Pedro Croft repräsentierte er Portugal 1995, nahm 1997 auf Einladung von Germano Celant an der Biennale von Venedig in Aperto teil, 2003 repräsentierte er Portugal bei der Biennale von Venedig und zeigte außerdem bei dieser Gelegenheit auf Einladung von Francesco Bonami eine andere Arbeit in den Giardini.
2009 nahm er mit dem Werk Les Dormeurs an der X. Biennale von Lyon, Le Spectacle du Quotidien, teil. Bei seiner Rückkehr nach Venedig, 2013, präsentierte er bei einer Einzelausstellung im Palazzo Falier A Remote Whisper.

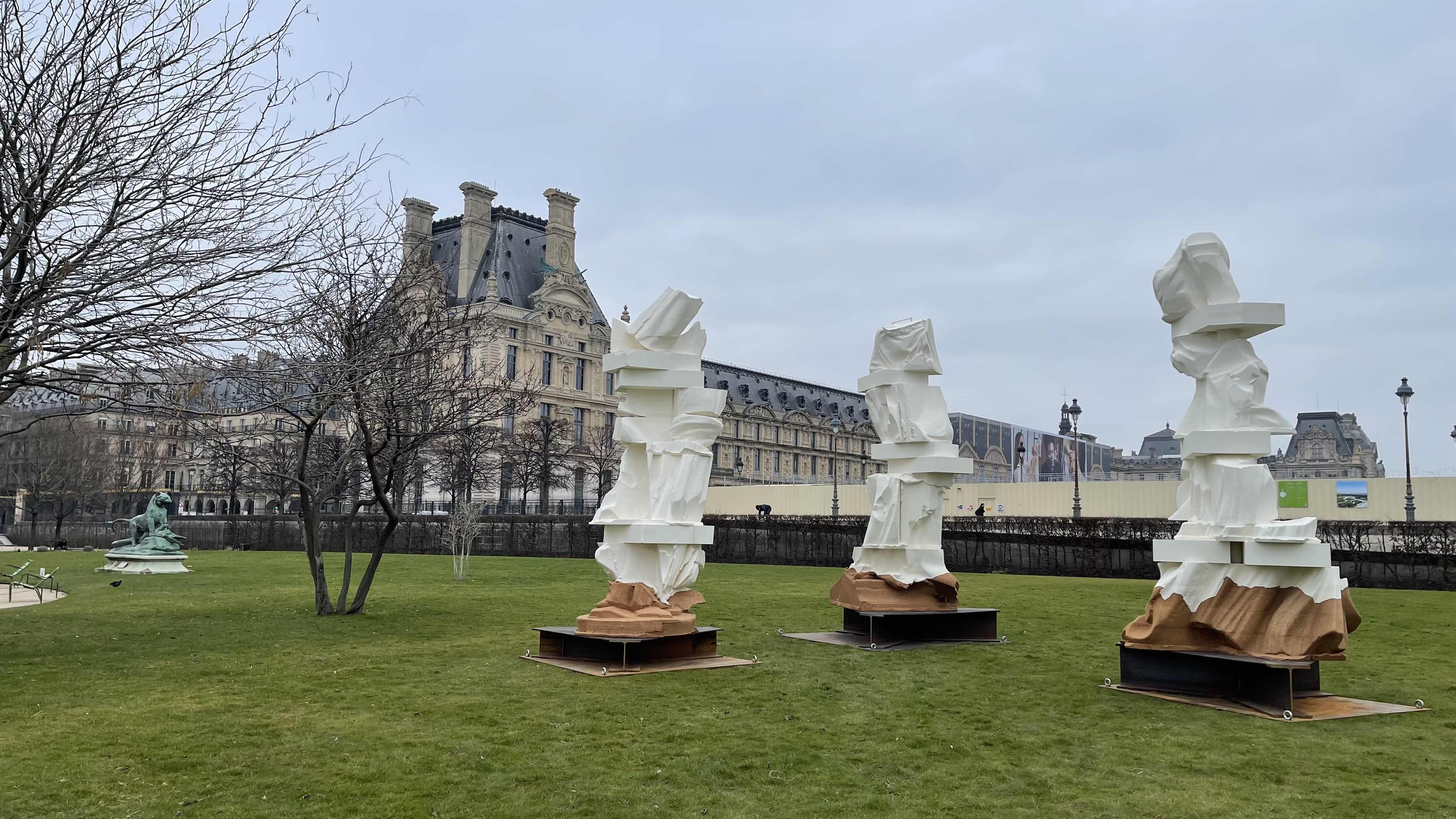
Les Trois Grâces, Pedro Cabrita Reis (2022), Louvre-Museum

Im Februar 2022, zeigte er auf Einladung des Louvre-Museums zum Auftakt der Saison Portugal-Frankreich im Jardin des Tuileries Les Trois Grâces [Die drei Grazien]. Das Werk besteht aus drei aus Kork gefertigten Skulpturen, jede etwa 4,50 m hoch und 500 kg schwer, gestützt auf einer etwa 400 kg schweren Basisstruktur aus Eisen. 2022 und aus Anlass der 59. Biennale kehrt Cabrita Reis nach Venedig zurück und zeigt Field, ein groß dimensioniertes Werk für die Kirche San Fantin.
Am 19. Mai 2024 eröffnete er seine bisher größte Einzelausstellung Atelier, mit der er sein 50-jähriges Schaffen feierte. Diese Retrospektive umfasste mehr als 1500 Werke aus seiner persönlichen Sammlung, die seit Anfang der 1970er Jahre entstanden waren, darunter fast zwei Dutzend, die während des Aufbaus der Ausstellung entstanden waren. Die Ausstellung fand in acht Mitra-Pavillons in Lissabon statt und wurde bis zum 28. Juli, dem Schlusstermin, von 17801 Personen besucht.
Im Laufe seiner Karriere hatte Pedro Cabrita Reis zahlreiche Einzel- und Sammelausstellungen, seine Werke finden sich in vielen nationalen und internationalen Museen, hervorzuheben sind das Gulbenkian-Museum, die Tate Modern, The Arts Club of Chicago, die Hamburger Kunsthalle, das Museum Serralves, MAAT, S.M.A.K., das Centre Pompidou, Culturgest, IVAM, das CAC Málaga, das Museum Berardo, das Kunst Museum Winterthur, das Museum Jumex, die Ontario Art Gallery, MUCEM, MoMA PS1, das Museum Reina Sofia. 2023 war seine Skulptur Blossom Teil der Blickachsenausstellung im Schlosspark von Bad Homburg.

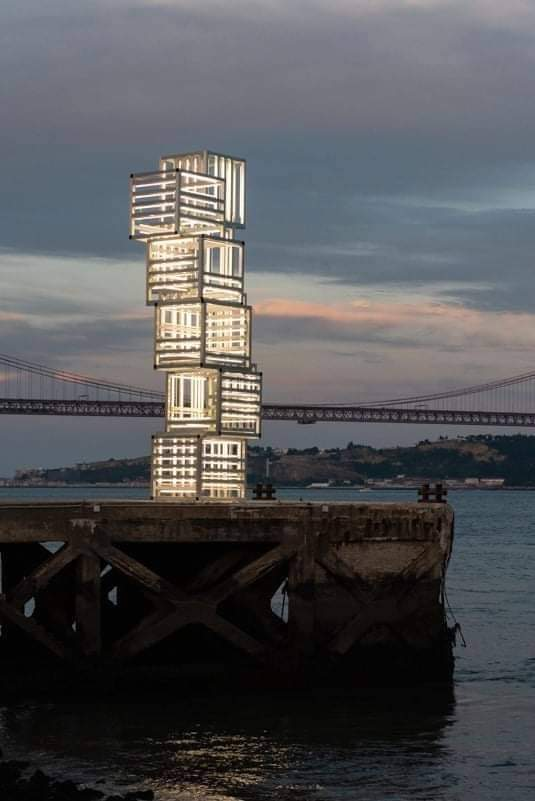
Central Tejo, Pedro Cabrita Reis (2018), Lissabon

Pedro Cabrita Reis ist auch Autor mehrerer Werke der Kunst im öffentlichen Raum in Portugal: unter anderen, Central Tejo in Lissabon (2018), Palácio [Palast] in Porto (205), Da Cor das Flores [Von der Farbe der Blumen] an der Talsperre Bemposta in Mogadouro (2001), A Linha do Mar [Die Meereslinie] in Leça da Palmeira (2019), Castelo [Burg] in Vila Nova da Barquinha (2012) oder Neptuno [Neptun] in Faro (2020). Zwei seiner Werke im öffentlichen Raum sind auch noch in Österreich zu sehen: Two drawings in the sky, two paintings underneath [Zwei Zeichnungen im Himmel, zwei Bilder darunter] in Wien (2013) und Assembly [Versammlung] in Graz (2022).
Seine Spuren finden sich auch in der Musik. Er gestaltete die Hülle des Albums Acústico des portugiesischen Musikers Júlio Pereira (1994), malte ein Aquarell für Quando se ama loucamente, ein Album der Fadosängerin Aldina Duarte (2017), und von ihm stammt auch die Hülle des Albums tudo recomeça von Aldina Duarte, erschienen im März 2022.

## Sammler und Kurator
In den 1990er Jahren fing Pedro Cabrita Reis seine portugiesischen Künstlern gewidmete Sammlung an. Insgesamt handelt es sich um 388 Werke von 74 Künstlern, stellvertretend für die „Generation 90“ des 20. Jahrhunderts. 2015 erwarb die Stiftung des portugiesischen Elektrizitätswerks EDP diese Sammlung, „eine der bedeutendsten Sammlungen portugiesischer Gegenwartskunst aus dem letzten Jahrzehnt des 20. Jahrhunderts und des ersten des 21. Jahrhunderts“. Germinal, die erste Ausstellung aus der „Sammlung Pedro Cabrita Reis“, wurde zuerst 2018 in der Galeria Municipal do Porto präsentiert, anschließend folgte im selben Jahr in Lissabon, im MAAT – Museu de Arte, Arquitectura e Tecnologia, die Ausstellung mit Werken von mehr als 30 Künstlern.
Auf Einladung von Marina Bairrão Ruivo, der Direktorin des Museums Arpad Szenes - Vieira da Silva, kuratierte Cabrita Reis 2019 zur Feier des 25-jährigen Bestehens der Einrichtung die Ausstellung Metade do Céu [Die Hälfte des Himmels] mit Werken von 60 weiblichen Künstlern.

## Dokumentarfilme
Über Pedro Cabrita Reis wurden zwei Dokumentarfilme produziert. Die portugiesische Regisseurin Teresa Vilaverde drehte anlässlich der 50. Biennale von Venedig (2004) den Film A Favor da Claridade [Für die Helligkeit], und Abílio Leitão (Regisseur) und Alexandre Melo waren die Autoren von Pedro Cabrita Reis (2012) ein Film über 30 Jahre seiner Karriere. Pedro Cabrita Reis trat auch als Schauspieler in einigen Filmen auf (siehe Filmografie).

## Einzelausstellungen (Auswahl)
- Sometimes one can see the clouds passing by, Kunsthalle Bern, 2004[22]
- Stillness, Camden Arts Centre, London, 2004
- True Gardens #3 (Dijon), FRAC Bourgogne, Dijon, 2004
- Pedro Cabrita Reis, MACRO, Museo d’Arte Contemporanea, Rom, 2006
- La ciudad de adentro, OPA, Guadalajara, 2007
- True Gardens #6, Kunsthaus Graz, Graz, 2008
- Pedro Cabrita Reis, Fondazione Merz, Turin, 2008
- La Línea del Volcán, Museo Tamayo, Mexiko-Stadt, 2009
- Deposição, [Ablagerung] Pinacoteca de São Paulo, 2010
- One after another, a few silent steps (Wanderausstellung), Hamburger Kunsthalle, Hamburg, 2009 – Carré D’Art, Nîmes, 2010 – Museum for Contemporary Art, Leuven, 2011 – Museum Sammlung Berardo, Lissabon, 2011[23][24]
- States of Flux – Pedro Cabrita Reis, Tate Modern, London, 2011–2013
- A Remote Whisper, Palazzo Falier, Venedig, 2013
- Alguns nomes, [Einige Namen] Galeria Mul.ti.plo, Rio de Janeiro, 2014
- Fourteen paintings, the preacher and a broken line, The Power Plant, Toronto, 2014[25]
- The London angles, Sprovieri Gallery, London, 2014
- The Field, Peter Freeman Inc., New York, 2014[26]
- Herbarium (Madrid), Galeria Juana de Aizpuru, Madrid, 2015
- Les lieux fragmentés, Hotel des Arts, Toulon, 2015
- A few drawings, a façade inside and a possible staircase, The Arts Club, Chicago, 2015[27]
- Pedro Cabrita Reis, Kewenig Galerie, Berlin, 2015
- Pedro Cabrita Reis, Konkrete Mehr Raum!, Osnabrück, 2015
- La casa di Roma - L’Albero della Cuccagna, MAXXI – Museo Nazionale delle Arti del XXI secolo, Rom, 2015
- A casa de Coimbra - anozero’15 – um lance de dados, Bienal de Arte Contemporânea de Coimbra, [Biennale zeitgenössischer Kunst von Coimbra] Sala da Cidade, Refektorium des Klosters Santa Cruz, Coimbra, 2015
- Fallen and Standing, Kewenig Galerie, Palma de Mallorca, 2016
- Show me your wound - TEFAF Maastricht, Maastricht Exhibition and Congress Centre (MECC) 2016
- Art Unlimited / Basel 2016, Halls Messe Basel, Hall 2.1, Basel 2016
- Das pequenas coisas [Von den kleinen Dingen], Atelier-Museu Júlio Pomar, Lissabon 2017
- Parcours, Art Basel, Basel’s Münsterplatz, Basel 2017
- Col-Lecció per Amor a L’Art. Ornament = Delicte?, Bombas Gens Centre d’Art, Valencia 2017
- Pedro Cabrita Reis - La Forêt (Marseille), MUCEM, Marseille 2018[28]
- Pedro Cabrita Reis, Mai 36 Galerie, Zürich 2019
- Work (always) in progress, CGAC, Santiago de Compostela 2019
- A roving gaze, Serralves, Porto 2019
- Cabrita – Cabinet d’amateur, CAC Malaga, Malaga, 2020[29]
- Les Trois Grâces, Louvre Tuileries, Paris, 2022
- Field, Chiesa de San Fantin, anlässlich der 59. Biennale von Venedig, 2022
- "Wunderkammer", Buchmann Galerie, Berlin, 2024
- "Atelier", Mitra, Lissabon, 2024

## Filmografie
- 1987: Repórter X, Regie: José Nascimento
- 1988: Harte Zeiten für unsere Zeiten (Tempos Difíceis), Regie: João Botelho
- 1994: Geschwister (Três Irmãos), Regie: Teresa Villaverde
- 1994: Três Palmeiras, Regie: João Botelho
- 2018: Mar, Regie: Margarida Gil